# Gosu
Gosu — статически-типизированный язык программирования, который запускается на виртуальной машине Java.
Этот язык используется в нескольких проектах с открытым исходным кодом SparkGS и Ragnar DB, и широко используется в страховой отрасли в коммерческих продуктах Guidewire Software. Язык вобрал в себя возможности языков Java, C# и ECMAScript. Уникальной особенностью языка, является открытая система типов, которая позволяет легко обеспечить проверку во время компиляции или в IDE. Также язык позволяет создавать как программы общего назначения (файлы .gst), так и скрипты (.gsp-файлы) и выполнять их непосредственно из источника без предварительной компиляции.

## Синтаксис
Gosu имеет C-style синтаксис.
Простейшая программа Hello World на Gosu.
```
class
 
Main
 
{

  
static
 
function
 
main
(
args
:
 
String
[])
 
{

    
print
(
"Hello, World!"
)

    
// или проще

    
"Hello, World!"
.
print
()

  
}

}

// второй вариант работает, только если добавлен

enhancement
 
MyStringEnhancement
 
:
 
String
 
{

  
function
 
print
()
 
{
 
print
(
this
)
 
}

}

```

Пользуясь методами и лямбдами очень легко работать с контейнерными объектами.
```
var
 
list
 
=
 
{
1
,
 
2
,
 
3
}

var
 
result
 
=
 
list
.
where
(\
elem
 
->
 
elem
 
>=
 
2
)

print
(
result
)

```

Классы Gosu могут иметь функции, поля, свойства и внутренние классы в качестве членов. Номинальное наследование и композиция с помощью делегирования встроены в систему типов, а также структурную типизацию. В дополнение к стандартным типам классов Gosu поддерживает перечисления, интерфейсы, структуры и аннотации.